# Nyan Cat
Nyan Cat (conosciuto anche come Pop Tart Cat) è un fenomeno di Internet (meme), consistente in una gif animata a 8 bit di un gatto che vola con il corpo di un Pop-Tart alla ciliegia, lasciando un arcobaleno dietro di sé, con una versione remix della musica "Nyan-nyan-nyan!". A Nyan Cat sono stati inoltre ispirati alcuni videogiochi in flash e per android.

## Storia

### La GIF animata
L'animazione originale venne postata da Chris Torres, sotto il nick di "PRguitarman", il 2 aprile 2011 sul suo sito LOL-Comics.
Torres, in seguito, spiegò in una intervista il motivo della creazione:
(Intervista a Chris Torres)

### La canzone
La versione originale della canzone Nyan-nyan-nyan! è stata caricata sul sito Nico Nico Douga, dall'utente "daniwell" circa due anni prima.. La canzone utilizza il vocaloid Hatsune Miku. Il titolo prende spunto dal suono onomatopeico che i giapponesi utilizzano per rendere il miagolio di un gatto ("nyā"  (にゃ?), che equivale al "miao" in italiano). L'utente di Nico Nico Douga "Momo Momo" ("もももも"), caricò il 31 gennaio 2011 una versione remixata della stessa, introducendo il verso "nyan" in loop, utilizzando il sintetizzatore vocale UTAU. La traccia vocale originale viene da Fujimoto Momoko (藤本萌々子?).

### Il video su YouTube
L'utente "saraj00n" caricò sullo stesso, il 5 aprile 2011, un video dove sono combinate l'animazione del gatto con la versione di "Momo Momo" della canzone "Nyan-nyan-nyan!". Tre giorni dopo ne modifica il titolo in "Nyan Cat". Il video diventa subito popolare dopo essere stato citato in siti come CollegeHumor o G4. Torres riferisce, nell'intervista: 
(Intervista a Chris Torres)

## Popolarità
A seguito di una parodia di Annoying Orange, nel mese di luglio 2011, il video ebbe su YouTube più di 27 milioni di visualizzazioni. Grazie alla sua popolarità vennero create diverse "versioni" dell'animazione, compresa la creazione di sfondi, suonerie ed applicazioni per iPhone, iPad, Android e HP webOS. Al Nyan Cat è ispirato anche il gioco Techno Kitten Adventure. Il 17 luglio, data la popolarità crescente, YouTube decide di personalizzare la barra di scorrimento del video modificando il cursore in forma di Nyan Cat e la progress bar in forma di arcobaleno.
Nella versione di Ice Cream Sandwich di Android, è dedicato un easter egg. Questo è raggiungibile seguendo la sezione Impostazioni > Info sul telefono/tablet > Versione di Android. Per accedervi, bisogna cliccare velocemente per circa 3 o 4 volte.

## Problemi di copyright
Il 27 giugno 2011, il video venne rimosso a causa di un reclamo per copyright, a causa di una finta segnalazione di un certo PRguitarman. Torres, attraverso un comunicato dal suo sito, affermò di non aver mai esposto un reclamo. Il video venne quindi ricaricato su YouTube il giorno seguente.